# Щигольов Олександр Анатолійович
Олександр Анатолійович Щиголєв (нар. 8 квітня 1973 року в Ленінграді) — барабанщик Петербурзької панк-рок-групи «Король и Шут». 1990 року, закінчивши одну з ленінградських шкіл, прийняв історичне рішення повністю присвятити себе музиці.
Він став першим, хто приєднався до Михайлу Горшенєва, коли той створював групу, і разом з Яковом Цвіркуновим є незмінюваним членом групи. Як і всі члени групи, Олександр має свій псевдонім: Поручик.
Щиголєв — єдиний з учасників групи, якому довелося служити в армії. 1995 року, повернувшись з армії, присвятив себе групі «Король и Шут».
Олександр брав участь у записі альбому групи «Бригадний підряд» — «Красота Сожрёт Мир» (2004) та альбому «Так не должно быть» (2006), як барабанщик.
Щиголєв разом з гуртом "Северный Флот" відвідував окупований Крим, вже після початку Повномасштабного вторгнення, через що є фігурантом бази Миротворець.